# ФК Гуангџоу
Фудбалски клуб Гуангџоу (кин: 广州足球俱乐部), раније Гуангџоу Евергранде Таобао, професионални је фудбалски клуб из Гуангџоуа. Такмичи се у Суперлиги Кине.

## Историја
Основан је 1954. године, а 1993. је постао професионални клуб. Након што је клуб добио значајна финансијска средства 2012. године јер га је купила компанија Evergrande Real Estate Group, освајане су бројне титуле међу којима је седам везаних титула Суперлиге.

## Трофеји

### Домаћи
- Суперлига Кине: 2011, 2012, 2013, 2014, 2015, 2016, 2017, 2019.
- Куп Кине: 2012, 2016.
- Суперкуп Кине: 2012, 2016, 2017, 2018.

### Међународни
- АФК Лига шампиона: 2013, 2015.

## Познати бивши играчи
- Алесандро Дијаманти
- Алберто Ђилардино
- Немања Гудељ